# Marcelo Bordon
Marcelo José Bordon (Ribeirão Preto, Brasil, 7 de enero de 1976), exfutbolista brasileño que fue internacional con la selección nacional de fútbol de Brasil en 1 partido.

## Clubes
| Club          | País     | Año       |
| ------------- | -------- | --------- |
| São Paulo FC  | Brasil   | 1994-1998 |
| VfB Stuttgart | Alemania | 1999-2004 |
| FC Schalke 04 | Alemania | 2004-2010 |
| Al-Rayyan SC  | Catar    | 2010-2011 |

- Datos: Q366108
- Multimedia: Marcelo José Bordon / Q366108